# Lindians Seifen
Koordinaten: 50° 43′ 42″ N, 7° 51′ 44″ O
Das Naturschutzgebiet Lindians Seifen liegt im Landkreis Altenkirchen (Westerwald) in Rheinland-Pfalz.
Das etwa 60 ha große Gebiet, das im Jahr 1986 unter Naturschutz gestellt wurde, erstreckt sich westlich der Ortsgemeinde Elkenroth entlang des Baches Lindianseifen und entlang der Kreisstraße 116. Unweit östlich verläuft die Landesstraße 288.
Schutzzweck ist die Erhaltung des Erlen-Sumpfwaldes und der Basalt-Blockschutthalden als Lebensräume seltener, bestandsgefährdeter und artenreicher Tier- und Pflanzengesellschaften.